# Amatitlán
Amatitlán je jezero nacházející se v departmentu Guatemala v Guatemale, přibližně 28 km od hlavního města země. Jezero představuje zbytek pleistocenní kaldery, která vznikla přibližně před 300 000 lety. Hladina jezera má nadmořskou výšku 1188 m. Jezero je střediskem cestovního ruchu a využívá se jako hydroenergetický zdroj.

## Znečištění
Každoročně se do jezera dostává řekou Villalobos velké množství neupravených odpadních vod, průmyslového odpadu a 500 000 tun odpadků. Toto přispělo k vysokému stupni znečištění vody v jezeře a ke zrychlené eutrofizaci a zanášení bahnem, což vážně ovlivnilo dřívější funkci jezera jako zdroje pitné vody a také omezilo jeho rekreační funkce.
Počátkem roku 2015 udělila komise úřadu pro jezero Amatitlán izraelské společnosti M. Tarcic Engineering Ltd. smlouvu za 137,8 milionu quetzalů na nákup 93 000 litrů údajného dekontaminačního prostředku, který měla použít na vyčištění jezera. Po stížnostech a právních krocích ze strany vědců, akademické obce, politiků a ekologů, kteří smlouvu s izraelskou společností zpochybnili, byl projekt „Kouzelná voda“ zastaven. Později byla bývalá viceprezidentka Roxana Baldettiová a další vysoce postavení vládní činitelé, obviněni ze zpronevěry milionů dolarů ze státního fondu. Testy potvrdily, že již nakoupený produkt na vyčištění jezera převážně obsahoval mořskou vodu.